# Новаківка
Новаківка — село в Україні, у Злинській сільській громаді Новоукраїнського району Кіровоградської області. Населення становить 2 осіб. Орган місцевого самоврядування — Злинська сільська рада.
19 грудня 2008 року рішенням Кіровоградської обласної ради № 614 село було виключене з облікових даних. Проте рішення не було опубліковане у «Відомостях Верховної Ради», тому не набуло чинності.

## Населення
Згідно з переписом УРСР 1989 року чисельність наявного населення села становила 7 осіб, з яких 3 чоловіки та 4 жінки.
За переписом населення України 2001 року в селі мешкали 2 особи. 100 % населення вказало своєю рідною мовою українську мову.

## Видатні особи народженні в селі
21 лютого в селі Новаківка народився Валентин Мефодійович Марчук - радянський та український правознавець, доктор юридичних наук (1978), професор (1985).